# FN:s kapitalutvecklingsfond
FN:s kapitalutvecklingsfond, UNCDF, är FN:s fond för att möjliggöra finansiering av verksamhet driven av individer och lokalsamhällen i världens 46 minst utvecklade länder.
Fonden bildades efter ett beslut av FN:s generalförsamling den 13 december 1966. Inledningsvis riktade den sig till samtliga då kallade utvecklingsländer, men från och med 1973 fokuserar fonden på världens minst utvecklade länder.
Nuvarande chef för FN:s kapitalutvecklingsfond är Preeti Sinha.